# Walter Grieder
Walter Grieder (* 21. November 1914 in Basel; † 2. März 2004 ebenda) war ein Schweizer Grafiker, Illustrator und Maler.

## Leben und Werk
Walter Grieder besuchte die Kunstgewerbeschule in St. Gallen und die Allgemeine Gewerbeschule Basel. Anschliessend arbeitete er als Werbegrafiker in Paris und London. 1955 und 1963 gewann er den Preis für das Schweizer Plakat des Jahres. Ab 1957 war er als freischaffender Illustrator in Basel tätig und gestaltete zahlreiche bekannte Kinder- und Jugendbücher. Zudem illustrierte er von ihm selbst verfassten Geschichten. Grieder illustrierte Texte von Autoren, so von Mary Norton, Federica de Cesco, Marie Louise Fischer und Wolfgang Ecke. Ab den 1980er-Jahren war er ausschliesslich als Kunstmaler, Zeichner und Druckgrafiker tätig. 
Walter Grieder fand seine letzte Ruhestätte auf dem Friedhof am Hörnli.